# 大瓣夢角鮟鱇
大瓣夢角鮟鱇，為輻鰭魚綱鮟鱇目棘茄魚亞目夢角鮟鱇科的一種魚類。分布於北大西洋海域，屬深海魚類，棲息深度0-1000公尺，雌魚體長20.6公分，生活習性不明，不具任何經濟價值。

## 扩展阅读
維基物種上的相關：大瓣夢角鮟鱇